# Fred Vargas
Fred Vargas, seudónimo de Frédérique Audoin-Rouzeau (París, 7 de junio de 1957), es una escritora francesa.
Autora de novelas policíacas, escogió como seudónimo el de "Vargas", el mismo que escogió su hermana gemela Joëlle, pintora conocida bajo el nombre de Jo Vargas. Este alias hace referencia al personaje de María Vargas, interpretado por la actriz Ava Gardner en el film La condesa descalza.

## Biografía
Frédérique Audoin-Rouzeau, nacida en París,
a menudo escrito por error "Audouin-Rouzeau", es la hija de Philippe Audoin, escritor surrealista próximo a André Breton. Tiene por hermano al historiador Stéphane Audoin-Rouzeau, especialista de la Primera Guerra Mundial y codirector del centro de investigación de la "Historia de la Grande Guerre", que es quien le inspiró el personaje de Lucien Devernois.
Arqueozoóloga e historiadora de formación, escribió en el año 2003 una obra científica sobre la peste negra, titulada Les Chemins de la peste, le rat, la puce et l'homme. Su primera novela recibió el premio del Festival de Cognac en 1986.
Fred Vargas apoyó en las elecciones europeas de 7 de junio de 2009 la candidatura de Daniel Cohn-Bendit y las listas de los ecologistas del partido Europe Écologie. También suscribió un manifiesto durante la campaña titulado "Nous y sommes". Es tímida y se niega a firmar autógrafos; afirma que comenzó a escribir por diversión y que «la novela policíaca deriva de la literatura épica».
En 2018 es galardonada con el Premio Princesa de Asturias de las Letras convirtiéndose en la séptima mujer que lo gana.

## Personajes principales
- Jean-Baptiste Adamsberg: personaje principal en la mayoría de sus novelas, Comisario de policía sin verdadero método de investigación.[10]
- Adrien Danglard: inspector, metódico y de saberes enciclopédicos, adjunto del anterior; divorciado, padre de cinco hijos y gran consumidor de vino blanco y cerveza.
- Camille Forestier: música, tiene una turbulenta relación con el comisario Adamsberg. Apodada "la petite chérie" durante sus primeras apariciones, tiene un hijo del comisario.
- Violette Retancourt: teniente y preferida de Adamsberg. Mejor no fiarse de su corpulencia; ella puede hacer de todo.
- Marc Vandoosler, apodado "San Marcos": hombre de familia durante el día, medievalista por la noche. Le encanta llevar pesados anillos de plata.
- Lucien Devernois, apodado "San Lucas": historiador especialista en la Primera Guerra Mundial. Utiliza al hablar muchas expresiones de esa guerra. Este personaje está inspirado en el hermano de la autora.
- Mathias Delamarre, apodado "San Mateo": arqueólogo especialista en la prehistoria. A menudo pasea en sandalias y rara vez va vestido decentemente.

Estos tres últimos personajes, apodados los Evangelistas viven en la misma casa, «La Baraque Pourrie», con el viejo Vandoosler, expolicía, tío y padrino de Marc. Cada morador ocupa un piso entero, determinado en función de la época que estudia. Matías está instalado en el primer piso, Marc en el segundo, Lucien en el tercero y Armand en el cuarto.
- Armand Vandoosler: antiguo policía, epicúreo, caprichoso y tío de Marc.
- Joss Le Guern: ex marino, gordo y brutal.
- Ludwig Kehlweiler: antiguo policía, tiene una red de chivatos y un sapo llamado Bufo.
- La Boule: el gato del comisario; una gran bola de pelo.

### Novelas policíacas
- Los juegos del amor y de la muerte (Les Jeux de l'amour et de la mort, 1986). No publicada en español.
- Los que van a morir te saludan (Ceux qui vont mourir te saluent, 1994), trad. de Blanca Riestra, ed. Punto de Lectura en 2009. La autora escribió la obra en 1987 pero la publicó en 1994.

#### Serie "Los tres evangelistas"
- Que se levanten los muertos (Debout les morts, 1995), trad. de Helena del Amo, Ediciones Siruela en 2005.
- Más allá, a la derecha (Un peu plus loin sur la droite, 1996), trad. de Manuel Serrat, ed. Siruela en 2006.
- Sin hogar ni lugar (Sans feu ni lieu, 1997), trad. de Anne-Hélène Suárez, ed. Siruela en 2007.

#### Serie del Comisario Adamsberg
- El hombre de los círculos azules (L'Homme aux cercles bleus, 1991), trad. de Helena del Amo, ed. Siruela en 2007.
- El hombre del revés (L'Homme à l'envers, 1999), trad. de Pilar González, ed. Espasa Calpe en 2001, y trad. de Anne-Hélène Suárez, publicada por Siruela en 2011.
- Los cuatro ríos (Les Quatre Fleuves, 2000). Novela gráfica en colaboración con el ilustrador Edmond Baudoin, trad. de Andrés Fuentes, ed. Astiberri Ediciones en 2009.[11]
- Huye rápido, vete lejos (Pars vite et reviens tard, 2001), trad. de Blanca Riestra, ed. Siruela en 2003.
- Fluye el Sena (Coule la Seine, 2002), trad. de Anne-Hélène Suárez Girard, ed. Siruela en 2012. Volumen que incluye tres novelas cortas con tres casos del comisario Adamsberg: Salut et Liberté, La Nuit des brutes y Cinq francs pièce.
- Bajo los vientos de Neptuno (Sous les vents de Neptune, 2004), trad. de Aurelio Crespo, ed. Siruela en 2006.
- La tercera virgen (Dans les bois éternels, 2006), trad. de Anne-Hélène Suárez, ed. Siruela en 2008.
- Un lugar incierto (Un lieu incertain, 2008), trad. de Anne-Hélène Suárez, ed. Siruela en 2010.
- El vendedor de estropajos (Le Marchand d'éponges, novela gráfica realizada a partir de la novela corta Cinq francs pièce, 2010), en colaboración con el ilustrador Edmond Baudoin, trad. de Andrés Fuentes, ed. Astiberri en 2011.[12]
- El ejército furioso (L'Armée furieuse, 2011), trad. de Anne-Hélène Suárez, ed. Siruela en 2011.
- Tiempos de hielo (Temps glaciaires, 2015), trad. de Anne-Hélène Suárez, ed. Siruela en 2015.
- Cuando sale la reclusa (Quand sort la recluse, 2017), trad. de Anne-Hélène Suárez, ed. Siruela en 2018.
- Sobre la losa (Sur la dalle, 2023), trad. de Anne-Hélène Suárez, ed. Siruela en 2023.

### Ensayos y otros trabajos
- Pequeño tratado de todas las verdades sobre la existencia (Petit traité de toutes vérités sur l'existence, 2001), trad. Eva Aladro Vico, ed. La Umbría y la Solana en 2018.
- Crítica de la ansiedad pura (Critique de l'anxiété pure, 2003). No publicada en español.
- La verdad sobre Cesare Battisti (La Vérité sur Cesare Battisti, 2004). Textos y documentos recopilados por Fred Vargas. No publicada en español.

### Obras científicas firmadas bajo su verdadero nombre, Frédérique Audoin-Rouzeau
- Ossements animaux du Moyen-Âge au monastère de la Charité-sur-Loire (1986). No publicada en español.
- Hommes et animaux en Europe: corpus de données archéozoologiques et historiques (1993). No publicada en español.
- Les Chemins de la peste, le rat, la puce et l'homme (2003). No publicada en español.
- Un aliment sain dans un corps sain: Perspectives historiques (2007). Bajo la dirección de Frédérique Audoin-Rouzeau y Françoise Sabban. No publicada en español.

## Adaptaciones
Cine
- Pars vite et reviens tard  (2007, dirigida por Régis Wargnier)

Televisión
- Sous les vents de Neptune (2008, dirigido por Josée Dayan)
- L'homme aux cercles bleus (2009, dirigido por Josée Dayan)
- L'homme à l'envers (2009, dirigido por Josée Dayan)
- Un lieu incertain (2010, dirigido por Josée Dayan)
- Quand sort la recluse (2019, dirigido por Josée Dayan, con Jean-Hugues Anglade como Adamsberg)

## Premios y reconocimientos
- Premio del "Festival de Coñac" 1986, por Les jeux de l'amour et de la mort.[13]
- Premio del "Festival de St Nazaire" en 1992 por "L'homme aux cercles bleus".
- Premio "Polar Michel-Lebrun de la Villa de Mans" en 1995 por "Debout les morts".[14]
- Premio "Mystère de la critique" en 1996 por "Debout les morts".[14]
- Trofeo "813 de la mejor novela" en 1997 por "Salut et liberte".[15]
- "Gran Premio de las lectoras de ELLE" a la mejor novela policíaca en 2002 por "Pars vite et reviens tard".[16]
- "Premio de las Librerías" en 2002 por "Pars vite et reviens tard".[17]
- "Premio de las Librerías" en 2002 por "Pars vite et reviens tard".[17]
- "Trofeo 813 a la mejor novela francófona" en 2002 por "Pars vite et reviens tard".[18]
- "Trofeo 813 a la mejor novela francófona" en 2004 por "Sous les vents de Neptune".[18]
- "Trofeo 813 a la mejor novela francófona" en 2006 por "Dans les bois éternels".[18]
- "Duncan Lawrie International Dagger" en 2007 por "Dans les bois éternels".[19]
- Premio Princesa de Asturias de las Letras 2018.[20]